# Spasskaja (metropolitana di San Pietroburgo)
Spasskaja (in russo Спасская?) è una stazione situata sulla linea Pravoberežnaja, la linea 4 della metropolitana di San Pietroburgo. È stata inaugurata il 7 marzo 2009.
Si tratta anche di una stazione di interscambio con Sennaja Ploščad' della linea 2 e con Sadovaja della linea 5.